# Henry Homburger
Henry Anton Homburger (ur. 9 grudnia 1902 w Saranac Lake, zm. 14 września 1950 w Sacramento) – amerykański bobsleista, srebrny medalista igrzysk olimpijskich.

## Kariera
Największy sukces osiągnął w 1932 roku, kiedy reprezentacja USA II w składzie: Henry Homburger, Percy Bryant, Paul Stevens i Edmund Horton zdobyła srebrny medal w czwórkach na igrzyskach olimpijskich w Lake Placid. Był to jego jedyny start olimpijski oraz jedyny medal wywalczony na międzynarodowej imprezie tej rangi. W tej samej konkurencji Homburger zdobywał też mistrzostwo kraju w latach 1931 i 1932. Z wykształcenia był inżynierem, pracował między innymi przy przebudowie toru bobslejowego w Lake Placid.